# Angélique Angarni-Filopon
Pour les articles homonymes, voir Filopon.
Angélique Angarni-Filopon, née le 9 octobre 1990 à Sartrouville dans le département des Yvelines est une reine de beauté française.
Elle est élue Miss Martinique 2024 puis Miss France 2025 devenant ainsi la 95e Miss France et la première Miss Martinique couronnée.
Angélique Angarni-Filopon est la première candidate à l'élection de Miss France à se présenter en étant âgée de plus de 30 ans, ainsi que la première à remporter le titre à cet âge.

## Biographie

### Jeunesse et éducation
Angélique Angarni-Filopon, de son nom complet Angélique Cindy Marie Denise Angarni-Filopon, naît le 9 octobre 1990 à Sartrouville dans le département des Yvelines. Elle est la fille de Jean-Pierre Angarni, brigadier-chef à la retraite, et de Viviane Filopon, aide-soignante à la retraite,, et a une grande sœur nommée Jessica ainsi qu'un grand frère et un petit frère. Ses parents se sont séparés lorsqu'elle avait 12 ans et elle grandit à Vauréal (Val-d'Oise) avec son frère et sa sœur,. Son père a été élu municipal dans la commune,. En 2023, elle décide de s'installer en Martinique, île dont ses parents sont originaires.
Angélique Angarni-Filopon est hôtesse de l'air. Auparavant, elle travaille en tant que conseillère commerciale pour Air France avant d'effectuer une formation à l'AeroSchool en 2017 pour devenir hôtesse de l'air pour Air Caraïbes puis assistante de direction bilingue de 2020 à 2023. Avant d'être élue Miss France, elle fait partie du personnel navigant commercial pour Corsair.

### Miss Martinique
Angélique Angarni-Filopon est élue à 21 ans première dauphine de Miss Martinique 2011,,.  Douze ans plus tard, le 24 septembre 2024, elle est élue Miss Martinique 2024 et devient la première candidate âgée de plus de 30 ans à participer à l'élection de Miss France,.

### Miss France 2025
Le 14 décembre 2024, elle est élue Miss France 2025 à l'Arena du Futuroscope dans la Vienne. Elle est la première candidate âgée de plus 30 ans à concourir et à être élue Miss France ainsi que la première Miss Martinique à être couronnée,. Quelques jours plus tôt, une IA avait prédit qu'elle serait première dauphine avec une probabilité de 56 %.

### Miss Monde 2025
À 34 ans, Angélique Angarni-Filopon ne pourra pas participer à Miss Monde en raison de la limite d'âge imposée par ce concours, qui stipule que les candidates doivent être âgées de 18 à 27 ans au moment de l'élection.
Sa première dauphine, Sabah Aïb, Miss Nord-Pas-de-Calais 2024, a exprimé son souhait de prendre la relève et de représenter la France sous réserve qu'Angélique Angarni-Filopon soit d'accord pour la remplacer. Cette dernière a souligné sa fierté d'avoir atteint ce niveau dans le concours et a réaffirmé son soutien envers Angélique Angarni-Filopon tout en se préparant à saisir une telle opportunité si elle se présente. C'est finalement Agathe Cauet, première dauphine de Miss France 2023 qui est désignée par le comité Miss France pour représenter le pays à l'occasion du concours ayant lieu en Inde en mai 2025.

## Filmographie
- 2025 : Scènes de ménages[25] : elle-même.

## Cyberharcèlement
À la suite de son élection, Angélique Angarni-Filopon fait face à une importante vague de commentaires racistes et haineux portant sur ses origines et son âge sur les réseaux sociaux,. Face à ce cyberharcèlement, elle reçoit le soutien de nombreuses anciennes Miss France (Diane Leyre, Alexandra Rosenfeld, Flora Coquerel…) et la société Miss France annonce condamner « fermement ces propos » et son intention de porter plainte contre les auteurs de ces attaques. Cette décision est une première dans l'histoire du concours Miss France et met en lumière les problèmes persistants de racisme et de discrimination auxquels sont confrontées les candidates,.
En janvier 2025, au cours d'une interview accordée sur Sud Radio, Angélique Angarni-Filopon préfère ne pas s'exprimer sur l'attentat contre Charlie Hebdo de janvier 2015, notamment à la question « Êtes-vous Charlie ? » et sur le droit au blasphème,. À la suite de cette interview, Angélique Angarni-Filopon subit une nouvelle vague de haine et s'exprime pour expliquer son devoir de neutralité en tant que Miss France. Elle est soutenue par plusieurs Miss France, notamment Ève Gilles et Vaimalama Chaves.